# Katharina Reiß
Katharina Reiss, född 17 april 1923 i Rheinhausen, död 16 april 2018 i München, var en tysk översättare, översättningsforskare och universitetslärare som gjorde ett banbrytande arbete inom översättningsvetenskap med sina vetenskapliga arbeten om texttyper och översättningsmetoder och strategier. 

## Karriär
Från 1944 till 1970 undervisade Katharina Reiß på Heidelbergs universitet. Hon fick sin doktorsexamen 1954 med en avhandling om den spanska författaren och journalisten Clarín. Från 1965 var hon föreståndare och akademisk rådgivare för den spanska avdelningen vid universitetets konferenstolkutbildningar. Hon flyttade 1970 till avdelningen för romanska språk vid universitetet i Würzburg, där hon även fortsatte att undervisa efter att ha gått i pension 1988. Hon blev 1974 professor i tillämpad språkvetenskap vid Johannes-Gutenberg-Universität i Mainz, och fick där utmärkelsen Venia legendi för sitt  vetenskapliga arbete om operativa texttyper. Hon började sedan undervisa vid Institutet för Konferenstolkutbildning i Mainz-Germersheim. Som gästprofessor höll hon en serie föreläsningar vid Institutet för översättning och tolkning vid universitetet i Wien under åren 1994/1995.   

## Publikationer
Med nästan nittio publikationer och gästföreläsningar i mer än tjugo länder är Katharina Reiß en viktig representant för den moderna översättningsvetenskapen.  Hon har bidragit till utformningen av skoposteorin, som hon tillsammans med Hans J. Vermeer presenterade i den gemensamma boken Grundlegung einer allgemeinen Translationtheorie från 1984. Boken består av två delar där den första delen utgörs av den grundläggande teorin som Hans J. Vermeer formulerade, medan Reiß i den andra delen integrerade sina koncept och idéer om olika texttyper i denna teori.  För att standardisera terminologin inom översättningsvetenskap föreslog hon texttyp och översättningsmetod som termer i sin habiliteringsavhandling Den operativa texten. På grundval av Karl Bühlers teorier om språkets kommunikativa funktioner delas texter in i skilda texttyper: informativa, operativa och expressiva. Som fjärde texttyp föreslog Reiß audio-mediala texter. Detta inkluderar alla texter som använder andra kommunikationsmedel i tillägg till själva språket, till exempel tekniska, akustiska eller grafiska uttrycksmedel. 

## Utmärkelser
2002: Filosofie Hedersdoktor vid universitetet i Genève. 

## Publikationer (urval)
- Zur Übersetzung von Kinder- und Jugendbüchern. Theorie und Praxis. In: Lebende Sprachen. Jg. 27, Nr. 1, 1982, S. 7–13.
- Texttyp und Übersetzungsmethode. Der operative Text. Groos, Heidelberg 1983, ISBN 3-87276-509-4.
- Zusammen mit Hans J. Vermeer: Grundlegung einer allgemeinen Translationstheorie. Niemeyer, Tübingen 1984, ISBN 978-3-484-30147-4.
- Methodische Fragen der übersetzungsrelevanten Textanalyse. Die Reichweite der Lasswell-Formel. In: Lebende Sprachen. Jg. 29, Nr. 1, 1984, S. 7–10.
- Möglichkeiten und Grenzen der Übersetzungskritik : Kategorien und Kriterien für eine sachgerechte Beurteilung von Übersetzungen. Hueber, München 1986, ISBN 978-3-19-006717-6.
- Der Text und der Übersetzer. In: Textlinguistik und Fachsprache. 1988, S. 67–75.
- Spanische Sprachlehre. Methode Gaspey-Otto-Sauer. 29. Auflage. Groos, Heidelberg 1990, ISBN 978-3-87276-031-9.
- Mira Kadric, Mary Snell-Hornby (Hrsg.): Grundfragen der Übersetzungswissenschaft: Wiener Vorlesungen. WUV-Universitätsverlag, Wien 1995, ISBN 978-3-85114-232-7.